# 林良一
林 良一（はやし りょういち、1918年4月24日 - 1992年10月2日）は、日本の仏教美術史学者。筑波大学名誉教授。専攻は文様史、正倉院の研究。

## 来歴
東京市（現港区）生まれ。1952年東京大学文学部美学美術史学科卒業。57年同大学院特別研究生を修了し、多摩美術大学講師、1958年日本大学芸術学部講師。1960年東京教育大学講師、63年明治大学講師。1963年『シルクロード』で日本エッセイスト・クラブ賞受賞。1967年東京教育大学講師、助教授、筑波大学教授、同芸術専門学群長、82年定年退官・名誉教授、駒澤大学教授。

## 著書
- 『シルクロード』美術出版社 1962
- 『 シルクロードと正倉院 』平凡社 1969
- 『ペルシアの遺宝』全3巻　[並河万里]写真 新人物往来社 1978‐79
- 『ガンダーラ美術紀行』時事通信社 1984
- 『シルクロード』時事通信社 1988
- 『東洋美術の装飾文様 植物文篇』同朋舎出版 1992

## 注
1. ↑  『人物物故大年表』
2. ↑  『シルクロード』著者紹介